# 志摩彩朝楽
大江戸温泉物語 志摩彩朝楽（おおえどおんせんものがたり しまさいちょうらく）は、三重県志摩市にある大江戸温泉物語グループのホテル。

## 概要
湯快リゾートが「賢島ビューホテル」を買収。買収後は改装のため一時休業し、4月26日に「志摩彩朝楽」としてオープンした。客室は80から100に増設し、新たに禁煙ルームや卓球、漫画やビリヤードコーナー、カラオケルームなどを設けた。
新大阪駅・京都駅から直行往復バスが出ている。
2023年10月27日より露天風呂が設置されている。
2024年11月1日、大江戸温泉物語ブランドに変更となり、施設名も「大江戸温泉物語 志摩彩朝楽」となった。

## アクセス
- 近鉄賢島駅より無料送迎車で約3分。